# Чхве Сан Мок
Чхве Сан Мок (кор. 최상목; род. 7 января 1963 года, Сеул, Республика Корея) — южнокорейский политический и государственный деятель, бывший первый заместитель премьер-министра и министр экономики и финансов Республики Корея. Ранее был исполняющим обязанности президента и одновременно исполняющим обязанности премьер-министра Республики Корея. При президенте Юн Сок Ёле изначально занимал должность первого старшего секретаря по экономическим вопросам, а при президенте Пак Кын Хе — первого заместителя министра экономики и финансов.

## Биография

### Ранние годы
Родился 7 июня 1963 года в Сеуле, Республика Корея. После окончания средней школы Осан (오산고등학교) в Сеуле поступил на юридический факультет юридического колледжа Сеульского национального университета в 1982 году, выбрал юридический факультет на втором курсе и сдал экзамен по государственному управлению в 1985 году. После окончания с отличием юридического колледжа Сеульского национального университета в 1986 году он получил степень магистра государственного управления в Высшей школе государственного управления Сеульского национального университета.
Поступил на службу в армию 13 октября 1986 года. Служил административным солдатом (общая административная специальность) в Командном управлении штаба армии и был демобилизован рядовым 12 апреля 1987 года. В июне 1996 года получил докторскую степень по экономике в Корнеллском университете, специализируясь на макроэкономике.

### Политическая карьера
С марта 1997 года служил чиновником министерства экономики и финансов. В 2004 году занял должность директора Отдела систем ценных бумаг Министерства финансов и экономики. С 2007 года — директор Отдела финансовой политики, в 2010 году — директор Комитета по управлению государственными фондами Комиссии по финансовым услугам, а с апреля 2011 года — директор Бюро координации политики Министерства стратегии и финансов. В сентябре 2011 года был назначен директором Бюро экономической политики, а в октябре 2013 года занял пост директора Управления политического сотрудничества Министерства стратегии и финансов.
В июле 2014 года занимал должность секретаря по экономике и финансам в канцелярии главного экономического директора президентского секретариата, а с января 2016 года года занимал должность первого заместителя министра экономики и финансов Республики Корея, которую покинул в мае 2017 года, когда к власти пришло правительство Мун Чжэ Ина.
22 марта 2019 года был назначен внешним директором Ildong Holdings, а с 12 марта 2020 года — внешним директором Shinhan Investment Corp.
С 24 марта 2020 года был избран президентом Университета Нонхёп.
В марте 2022 года, после избрания Юн Сок Ёля президентом, он принял участие в работе президентского переходного комитета в качестве секретаря экономического отдела. Поскольку он занимал должность секретаря переходного комитета, он привлёк внимание как кандидат на пост первого вице-премьера и министра экономики и финансов правительства Юн Сок Ёля. Однако он был назначен на должность главного экономического секретаря в канцелярии президента.
29 декабря 2023 года был назначен первым заместителем премьер-министра Республики Корея, а также министром экономики и финансов Республики Корея.
Вечером 3 декабря 2024 года на заседании кабинета министров, после которого президент Юн Сок Ёль ввёл военное положение, Чхве был одним из двух министров, наряду с министром иностранных дел Чо Тхэ Ёлем, которые открыто выступили против введения военного положения, в то время как другие боялись перечить президенту, опасаясь за свою безопасность.

### Исполняющий обязанности президента
27 декабря 2024 года в результате импичмента премьер-министра Хан Док Су, также исполнявшего обязанности президента страны после импичмента президента Юн Сок Ёля 14 декабря, Чхве Сан Мок начал исполнение обязанностей президента и премьер-министра Республики Корея, согласно очерёдности замещения должности главы государства. Таким образом, он стал занимать четыре должности — исполняющего обязанности президента, исполняющего обязанности премьер-министра, первого заместителя премьер-министра, а также министра экономики и финансов. После вступления в должность он провёл встречу с отстранённым Хан Док Су, по телефону переговорил с председателем Объединённого комитета начальников штабов, раздал указания министрам и созвал Совет национальной безопасности.
Катастрофа рейса 2216 авиакомпании Jeju Air, самая смертоносная на территории Республики Корея, произошла всего через два дня после вступления Чхве в должность временного президента. Одним из его первых действий было официальное объявление уезда Муан, где произошла авиакатастрофа, особой зоной бедствия. Он также приказал провести экстренную проверку систем эксплуатации воздушных судов по всей стране.
31 декабря 2024 года он утвердил в качестве судей Конституционного суда Чон Ге Сон, выдвинутую «Демократической партией», и Чо Хан Чана, рекомендованного «Силой народа». При этом он отложил назначение Ма Ын Хёка, также выдвинутого демократами, до тех пор, пока соперничающие партии не придут к компромиссу. Оппозиционная «Демократическая партия» раскритиковала Чхве за утверждение лишь двух из трёх назначенных Национальным собранием судей, а правящая «Сила народа» и вовсе выступила против утверждения судей исполняющим обязанности президента. На заседании кабинета министров, в ходе которого состоялись утверждения, разгорелись споры. Исполняющий обязанности директора Корейской комиссии по коммуникациям Ким Тэ Гю выразил решительный протест против назначений, заявив: «Это действие, которому не хватает демократической легитимности, чтобы принять его в одностороннем порядке, не выслушав мнения членов кабинета министров». Против назначений также выступили министр труда Ким Мун Су, министр государственного законодательства Ли Ван Кю и министр науки и ИКТ Ю Сан Им, в то время как министр иностранных дел Чо Тхэ Ёль поддержал назначения. По мере обострения дебатов, исполняющий обязанности президента Чхве объявил об окончании заседания кабинета министров и покинул зал. После назначений судей глава президентской администрации Чон Джин Сок, советник президента по национальной безопасности Син Вон Сик, глава администрации президента по вопросам политики Сон Тэ Юн и советник Юн Сок Ёля по внешней политике Чан Хо Джин подали в отставку. Чхве Сан Мок отклонил отставки старших помощников. Помимо этого, Чхве наложил вето на два законопроекта о назначении специальных прокуроров, которые должны были расследовать деятельность Юн Сок Ёля и его жены Ким Кон Хи, связанную с объявлением военного положения и обвинениями в коррупции.
3 января 2025 года, во время попытки ареста подозреваемого Юн Сок Ёля силами Управления по расследованию коррупции среди высокопоставленных должностных лиц и полиции, Чхве Сан Мок просил полицию направить дополнительные силы в резиденцию Юна и сотрудничать со Службой безопасности президента, которая активно сопротивлялась следователям. Однако исполняющий обязанности генерального комиссара полиции Ли Хо Ён отклонил просьбу Чхве и продолжил исполнение ордера на арест Юна.
6 февраля 2025 года специальный парламентский комитет Национального собрания допросил исполняющего обязанности президента Чхве по поводу записки с требованием выделить бюджет под создание чрезвычайного законодательного органа вместо Национального собрания, которую он получил во время военного положения 3 декабря. Чхве заявил, что кто-то передал ему «сложенную записку», но в тот момент он был слишком ошеломлён, чтобы её прочитать.
27 февраля 2025 года Конституционный суд постановил, что решение исполняющего обязанности президента Чхве Сан Мока отложить назначение судьи Ма Ын Хёка является неконституционным и нарушает права Национального собрания. Несмотря на это, Чхве отказался немедленно назначить Ма судьёй. Это привело к тому, что «Демократическая партия» отказалась присутствовать на трёхсторонней встрече между Чхве, а также лидерами «Демократической партии» и «Силы народа», на которой должны были обсуждаться пенсионная реформа, выделение дополнительного бюджета, а также специальный закон, освобождающий работников полупроводниковой промышленности от 52-часовой рабочей недели в Корее. Лидер фракции «Демократической партии» в парламенте Пак Чан Дэ заявил, что отказывается признать Чхве исполняющим обязанности президента, пока он «не выполнит свои конституционные обязанности» и не назначит Ма Ын Хёка. 
20 марта 2025 года Пак Чан Дэ заявил, что его партия приняла решение начать процедуру импичмента в отношении исполняющего обязанности президента и заместителя премьер-министра Чхве Сан Мока. Причиной послужил его отказ в течение более чем трёх недель назначить Ма Ын Хёка судьёй Конституционного суда, несмотря на решение Конституционного суда о неконституционности отказа Чхве. Заявители также обвинили Чхве в содействии объявлению Юном военного положения в декабре 2024 года, в неназначении поддерживаемого Национальным собранием независимого прокурора для расследования мятежа Юна, несмотря на принятие законодательным органом резолюции об этом, и в непринятии мер по заявлению кандидата в Верховный суд Кореи. Спикер Национального собрания У Вон Сик также согласился с проведением процедуры импичмента. В случае импичмента Чхве следующим в очерёдности преемственности должности президента стал был заместитель премьер-министра — министр образования Ли Джу Хо. 21 марта в 14:00 пять оппозиционных партий подали ходатайство об импичменте в Национальное собрание. Однако уже 24 марта вынес своё решение об импичменте в отношении Хан Док Су Конституционный суд, который восставил его в должности премьер-министра и исполняющего обязанности президента.
1 мая 2025 года исполняющий обязанности президента и премьер-министр Хан Док Су подал в отставку для участия в президентских выборах. Исполнение его обязанностей должен был вновь взять на себя Чхве Сан Мок. В тот же день Комитет по законодательству и правосудию Национального собрания возобновил рассмотрение импичмента Чхве, после чего предложение было передано в Национальное собрание для голосования. Однако в 22:28 по местному времени, за несколько минут до голосования по импичменту, Чхве Сан Мок подал в отставку со всех должностей. Хан Док Су принял отставку.